# اندیس گچین
گچین یک اندیس فلزی است که در حوالی شهر کهورستان استان هرمزگان قرار دارد و مادهٔ معدنی موجود در آن، اورانیوم است.  